# زلزله توکای (۱۸۵۴)
زلزله توکای (انگلیسی: 1854 Tōkai earthquake) اولین زلزله از زلزله‌های بزرگ آنسی (۱۸۵۴–۱۸۵۵) بود. این زلزله در ۲۳ دسامبر ۱۸۵۴ به شدت ۸٫۴ به مقیاس بزرگی ریشتر در منطقه زمانی ساعت ۹ صبح در منطقه توکای در ژاپن رخ داد. در پی سونامی ایجاد شده توسط زلزله بیش از ۱۰۰۰۰ خانه ویران شد و حداقل ۲۰۰۰ نفر کشته شدند.